# Capela do Senhor dos Milagres

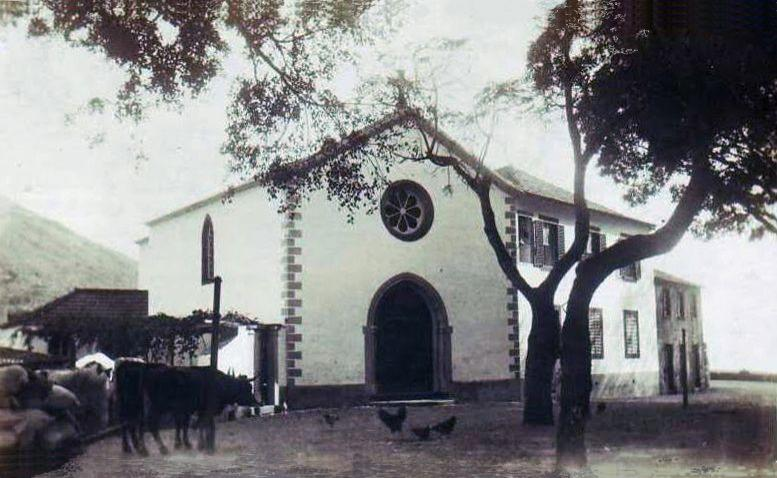
Capela do Senhor dos Milagres com galinhas no adro, c. 1920

A Capela do Senhor Bom Jesus dos Milagres, também conhecida como Capela dos Milagres, é uma capela em Machico, Madeira, Portugal, e está localizada no Sítio da Banda d´Além em Machico. Esta capela resultou no desejo dos navegadores portugueses de criar um templo como uma forma de agradecimento a Jesus Cristo pela descoberta da terra.  Contudo, devido à localização da mesma, estava exposta as intempéries. Uma das quais veio a acontecer a nove de outubro de 1803 com uma aluvião.  A capela ficou destruída quase por completo e o crucifixo acabou por ser arrastado para o mar. Somente alguns dias depois,  é encontrada em alto mar por um navegador que acaba por a entregar à Sé do Funchal. Posteriormente, este crucifixo surge na capela com um novo nome, o Senhor dos Milagres, face ao milagre de ter sido recuperado depois de tanta tragédia.

## História
A lenda que mais tem conexão a esta Capela é a Lenda de Machim:  a que aborda a relação dos “infelizes amantes” Robert Machim e Ana d´Afert, que teriam por mero acaso atracado na Baía de Machico e que posteriormente, os primeiros navegadores portugueses deparam-se com um epitáfio sobre o túmulo de Ana d´Afert. Mas, segundo João Lino Moreira, a fundação desta Capela nada teve a ver com esta lenda. Estará sim associada à expansão marítima portuguesa quando os descobridores Zarco e Tristão pisaram pela primeira vez o solo madeirense e onde expressaram o desejo de construir um templo em honra de Jesus Cristo como forma de agradecimento da nova terra descoberta, que logo depois improvisaram um altar, e que segundo João Lino Moreira, resultou posteriormente na primeira missa na Ilha da Madeira.  
Devido à localização da Capela se localizar perto da ribeira que atravessa toda a freguesia de Machico, houve vários episódios de aluviões. A aluvião que provocou mais estragos e vítimas, foi a nove de outubro de 1803, que atingiu especialmente os concelhos de Machico e Funchal devido aos longos dias chuvosos na região, que posteriormente resultou no caudal das ribeiras num enchimento instantâneo. Esta catástrofe resultou na morte de setecentas pessoas e na perda de propriedades, vivendas e fazendas por toda a região. Relativamente ao concelho de Machico, esta catástrofe resultou em quatorze mortes e consequentemente à pobreza da população, dado que as águas destruíram a ponte, bem como a muralha que protegia a cidade das cheias. 
Na margem esquerda da ribeira, a água entrou pela Capela e acabou por destruí-la quase por completo e arrastou o crucifixo para o mar. Alguns dias depois, um homem, dos Estados Unidos da América, cruzava na altura as águas madeirenses e acabou por encontrar o dita crucifixo a flutuar em alto mar, entregando-a posteriormente à Sé do Funchal. Porém, a tradição popular relata que este homem prosseguiu com a viagem ao levar o crucifixo a bordo, mas que por mais esforços a embarcação andava para trás, o que fez o homem regressar ao Funchal e entregar o dito crucifixo. Este acontecimento foi caraterizado como um milagre que no meio de tanta destruição, dado que foi salvo intacto, passando assim a ser denominado como o Senhor dos Milagres.

## O culto ao Senhor dos Milagres
A veneração ao Senhor dos Milagres, que se iniciou após a aluvião de nove de outubro, passou a ser anualmente assinalada pelas festividades denominadas como a Festa do Senhor dos Milagres onde é considerada uma das principais fontes de fé de toda a Região. 
Atualmente, esta veneração é celebrada nas comemorações do Dia do Concelho de Machico, feriado municipal. Estas festividades começam na noite de oito outubro, onde acontece uma procissão com milhares de pessoas a assistir e a participar, e onde a imagem do Senhor é levada num andor para a Igreja Matriz que permanece até o dia seguinte, dia da aluvião. Os crentes aproveitam para agradecer ao Senhor as benesses a ele solicitadas ao longo do ano e para tal levam consigo ex-votos e círios de modo a simbolizar o pagamento das dívidas sagradas em ocasiões de maior aflição e apuro.
Nesta procissão, os pescadores acompanham a procissão com archotes e carregam o andor, e as pessoas com a necessidade de exteriorizar a sua fé, muitas vezes vão descalças como forma de preocupação suplementar de devoção. De forma a realçar a imponência quer dos archotes e das velas, quer de todo o ambiente esplendor e de fé coletiva, a iluminação pública é apagada no momento da procissão.

## Aspetos artísticos
A Capela do Senhor dos Milagres tem uma planta longitudinal com orientação oriente/ocidente e é composta por nave e capela-mor retangulares, ao gosto das igrejas salão.
No interior, podemos observar logo à entrada, "ladrilhos brancos e pretos num desenho enxaquetado, guarda-vento sobre o qual assenta o coro-alto de madeira, apoiado em duas colunas marmoreadas sobre um plinto em cantaria cinzenta insular".
A Capela "ostenta retábulo-mor em talha tardo-barroca policromada e um teto decorado com uma cruz de estuque" que deve datar do século XVII ou do início do século XVIII e que há a possibilidade de ser um trabalho de oficina portuguesa.
Nos anos oitenta, a Capela foi alvo de profundo restauro no Instituto José de Figueiredo, que retirou as camadas de tintas posteriores com o objetivo de voltar ao aspeto primitivo.